# 群言
《群言》是一份位于中国北京的政治性与学术性相结合的综合性月刊，创刊于1985年4月。该杂志由中国民主同盟中央委员会主办，是民盟中央的机关刊物，由群言杂志社出版。
《群言》杂志以中国知识界为主要对象，它的名称源于胡愈之1979年提出的《关于群言堂的建议》。它是中国自改革开放后由民主党派创办的第一份公开发行的刊物。